# Драган Стојановић
Драган Стојановић (рођен 13. априла 1945. у Београду) српски је писац, преводилац и редовни професор на Катедри за општу књижевност и теорију књижевности Филолошког факултета у Београду.
Добитник је Андрићеве награде за 2018. годину. За роман Тамна пучина добио је Награду „Бескрајни плави круг” и Награду „Бранко Ћопић”.

## Награде
- Прва награда Националне комисије за UNESCO 1968, за текст Моћ и немоћ науке (објављен у часопису Гледишта, јун-јул 1968).
- Прва награда Студентског културног центра у Београду, за збирку песама Олујно вече, 1971.
- Награда за есеј листа Наша борба, за књигу Рајски ум Достојевског, за 1994.
- Награда „Ђорђе Јовановић”, за књигу Лепа бића Иве Андрића, 2003.
- Награда „Веселин Лучић”, за збирку приповедака Месеци, најбоље уметничко дело настало на Универзитету у Београду.
- Награда „Никола Милошевић”, за најбољу књигу из области теорије књижевности и уметности, естетике и филозофије, за књигу Енергија сакралног у уметности, 2010.
- Андрићева награда, за збирку прича Ћерка шпанског борца, 2018.[1]
- Награда „Бескрајни плави круг”, за роман Тамна пучина, 2020.[5]
- Награда „Бранко Ћопић”, за роман Тамна пучина, 2020.

## Дела

### Романи
- Двојеж (1995)
- Злочин и казна (1996)
- Бензин (2000)
- Океан (2005)
- Уредник од искуства (2009)
- Тамна пучина (2020)

### Збирке приповедака
- Светска књижевност. Научно проверене приповести у којима се износи истина о разним питањима а нарочито о љубави, разврстане у четири књиге (1988)
- Месеци (2007)
- Ћерка шпанског борца (2018)

### Збирке песама
- Олујно вече (1972)
- Сл. Четири песме о Сл. (1992)
- Године (2006)
- Није то све (2007)
- Сито (2015)

### Теоријске и критичке студије и есеји
- Феноменологија и вишезначност књижевног дела : Ингарденова теорија опализације (1977)
- Читање Достојевског и Томаса Мана (1983)
- Иронија и значење (1984)
- О идили и срећи : хелиотропно лутање кроз сликарство Клода Лорена (1991)
- Рајски ум Достојевског (1994)
- Парадоксални класик Томас Ман (1997)
- Лепа бића Иве Андрића (2003)
- Поверење у Богородицу (2007)
- Енергија сакралног у уметности (2010)
- Швејк хоће да победи (2014)
- Писмо о поезији : о пет песама Борислава Радовића (2016)
- Свечани час приповести : Јосиф и његова браћа (2018)

### Преводи
- Томас Ман, Доктор Фаустус
- Волфганг Милер-Лаутер, Дијалектика идеја Достојевског
- Фридрих Шлегел, Иронија љубави
- Јирген Хабермас и Јозеф Рацингер, Дијалектика секуларизације
- Готфрид Бен, Роман фенотипа

### Чланци
- Чланство и суседство (https://web.archive.org/web/20130919092653/http://www.standard.rs/dragan-stojanovic-clanstvo-i-susedstvo.html)
- Европско и антиевропско у Европи (http://www.vreme.com/cms/view.php?id=367852)

### ТВ гостовања
- Агапе - Религија у књижевности: Јохан Волфганг фон Гете (http://www.youtube.com/watch?v=8-wZsHx8YXk)
- Агапе - Религија у књижевности: Достојевски (http://www.youtube.com/watch?v=k1eU4R-gAzA)
- Агапе - Религија у књижевности: Достојевски - "Браћа Карамазови" (http://www.youtube.com/watch?v=sdTnZjTqvpU)